# 青春のアルバム
「青春のアルバム」（せいしゅんのアルバム）は、平松愛理の1枚目のシングル。1989年2月21日にポニーキャニオンより発売された。ファースト・アルバム『TREASURE』と同時発売。

## デビューまでの過程
地元である神戸でのバンド活動を経て、東京のレコード会社からデビューする運びとなり、平松は自作の曲でデビューするものと考えていた。しかし、上京してみると他者が作った曲でデビューしようという話になり、納得がいかない為その会社からはデビューせず、自らの力でメジャーデビューすることを決意する。
平松は、東京で活躍するには曲を作る理由や発表する理由を相手に分かってもらえるよう、何を訊かれても応えられるようにしなければと思い、各楽器のパートをすべて譜面に起こすなどしてアレンジも含め独りで曲作りを進めて行き、デモテープの制作に励んだ。出来上がった曲をレコード会社に持ち込んでも、初めのうちはまともに聴いてもらえないことが多かったが、一度提出した曲に違うアレンジを施したものを持ち込んだある日「いい曲を書けるようになったね」と言われ、念願のデビューが決定する。自作の曲が採用となり、改めてレコーディングし直され本作がリリースされた。

## 収録曲
1. 青春のアルバム（5:16）
作詞・作曲：平松愛理 / 編曲：西平彰＆平松愛理
2. YOU'LL BE MARRIED（5:21）
作詞・作曲：平松愛理 / 編曲：西平彰＆平松愛理